# 陳介生
陳介生（1903年—1971年4月16日），原名傑，別字介生，別號元偉，後以字行，四川省南部縣建興镇陳家嘴村人。中华民国官员。

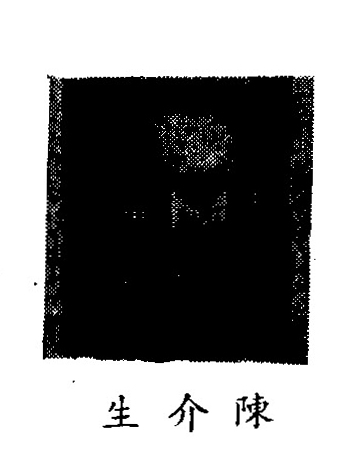
陳介生出席制憲國民大會代表時

## 生平[1]
陳介生大學畢業後，投筆從戎，入黃埔軍校第四期步科，后參與北伐。北伐成功后，受蒋介石派遣出國，進入德國柏林大學研究院攻讀經濟学、統計学、國際公法，獲經濟學博士學位。著有《政治國防經濟與財政專題》。
學成歸國時，正值抗日戰爭發生，陳介生在武漢隨蒋介石籌備國民政府軍事委員會戰時工作幹部訓練團，蒋介石任團長，陳誠任副團長，桂永清任主任，陳介生為副主任。繼而，陳介生轉任教育處長。他还历任財政部幣制委員會委員兼秘書、財政部貿易委員會專門委員、糧食部顧問、中央銀行經濟顧問及委員會委員、中央設計局設計委員、中央調查統計局特種經濟調查處處長。日军占领漢口后，陳介生返回四川，随即奉命籌設三民主義青年團，三民主義青年團中央團部正式成立后，陳介生任重慶支團部斡事長。他还历任川康經濟建設委員會副秘書長、川康興業公司董事兼總稽核、第九戰區經濟委員會主任委員、重慶市政府秘書長、國民參政會參政員、制憲國民大會代表（全歐學生選出）、中國國民黨中央執行委員、中國國民黨四川省黨務指導委員會組織部長。
1971年，陳介生逝世。

## 家庭
- 配偶胡倩文女士，乃名門書香之閨秀，曾留德，畢業于柏林政治學院（德语：Institut für Europäische Politik），任國民大會代表。
- 長子陳和林，曾任加拿大化學方面職務，因奔喪返國，經營外銷毛衣工廠。
- 次子陳遐林，留美工OWA，大學物理博士，又獲芝加哥大學企業管理碩士，美國G.T.E.國際電信公司（英语：GTE）臺北分公司總經理。
- 長女陳憲林，經營商業。
- 次女陳寶林，在美國德州大學研究院攻讀大眾傳播系，於民國74年8月畢業，獲碩士學位。

## 立法院會期出席
- 第1屆第10，17-40會期: 預算委員會，17，19會期召委
- 第1屆第7-9，11-16會期: 經濟委員會 ，13會期召委
- 第1屆第10會期: 交通委員會
- 第1屆第7-9會期: 財政委員會，8會期召委
- 第1屆第1會期: 國防委員會
- 第1屆第1會期: 經濟及資源委員會
- 第1屆第1會期: 財政及金融委員會